# Rothenburg ob der Tauber

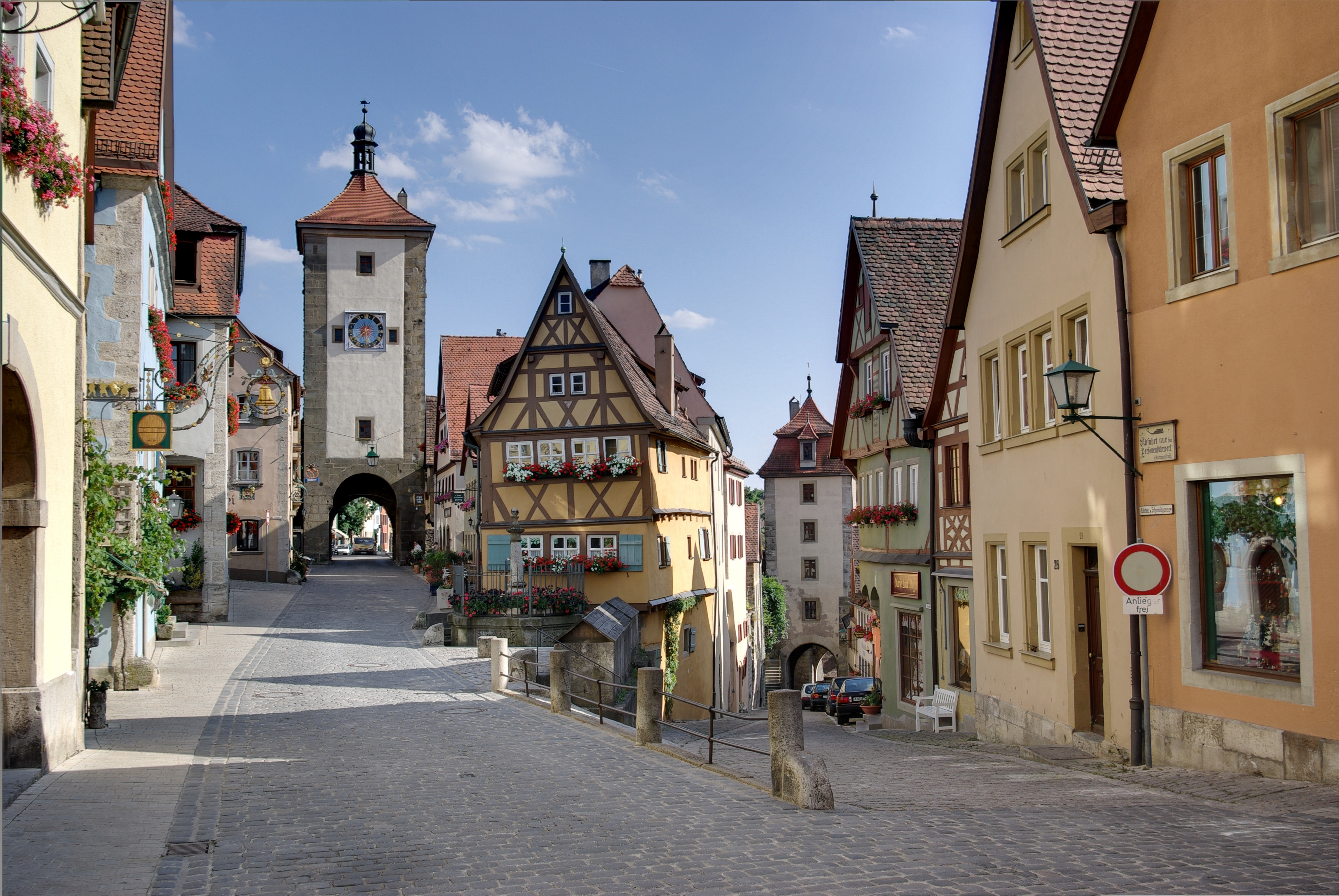
Đường phố Plönlein với Koboldzellersteig và Spitalgasse

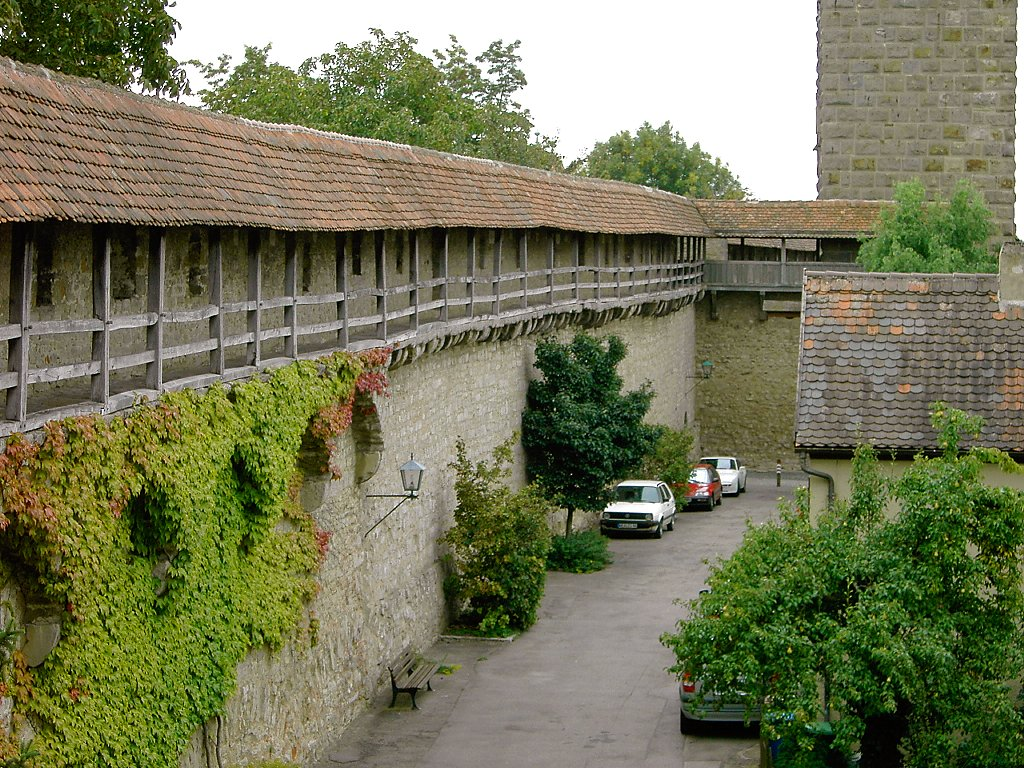
Tường thành ở Rothenburg

Rothenburg ob der Tauber là một thị xã ở huyện Ansbach thuộc Mittelfranken (Middle Franconia), bang Bayern, Đức, nơi có một thị trấn thời Trung cổ được bảo quản tốt, một điểm đến cho khách du lịch từ khắp nơi trên thế giới. Nó là một phần của con đường lãng mạn phổ biến chạy thông qua miền nam nước Đức. Rothenburg đã từng là một thành phố đế quốc tự do từ cuối thời Trung cổ đến năm 1803.

## Địa lý

### Vị trí địa lý

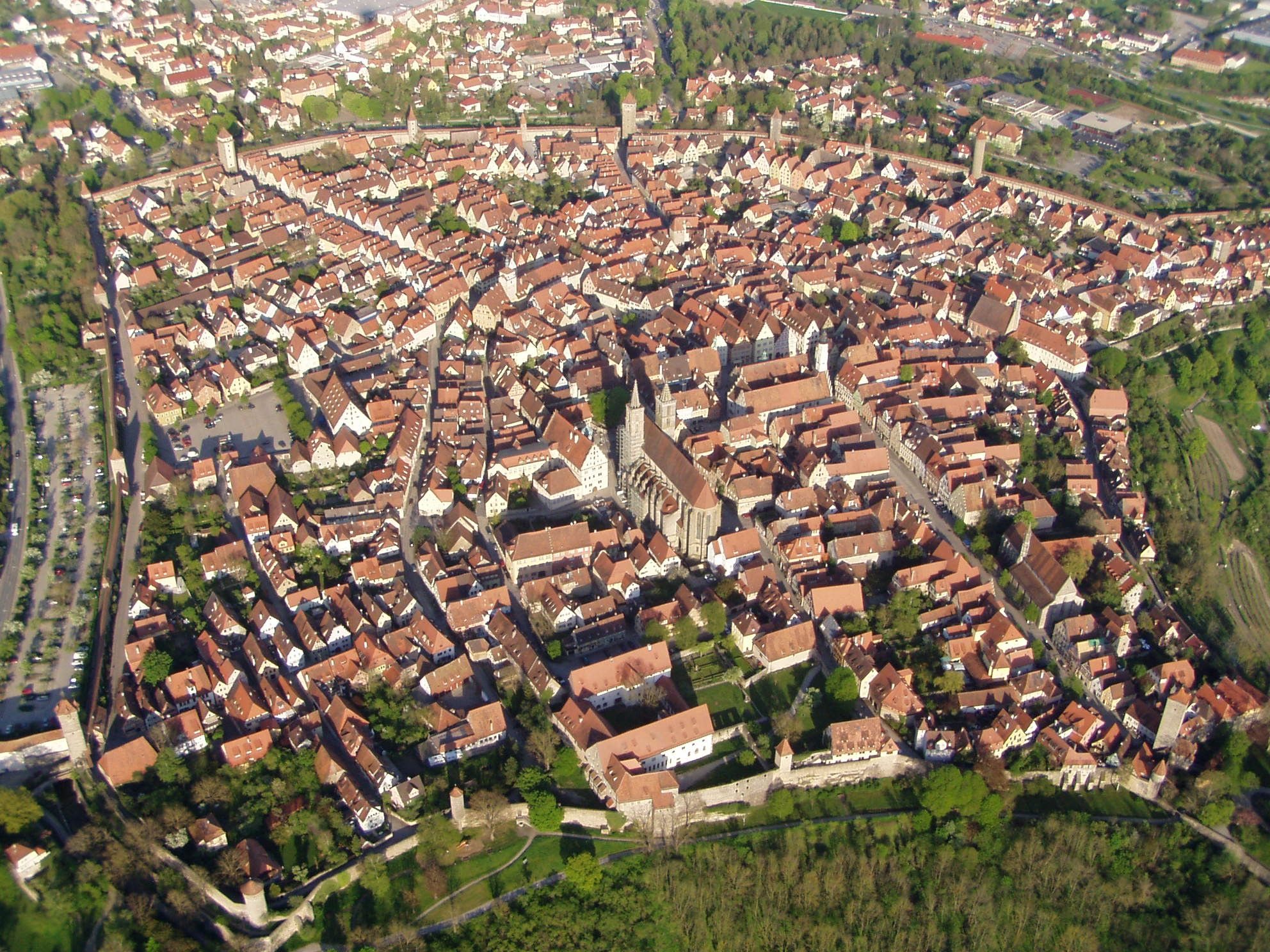
Phố cổ Rothenburg nhìn từ trên không, 2005

Rothenburg ob der Tauber cách khoảng 80 km về phía tây của Nürnberg bên sông Tauber và ngoài bìa của công viên thiên nhiên Frankenhöhe. 

### Các xã lân cận

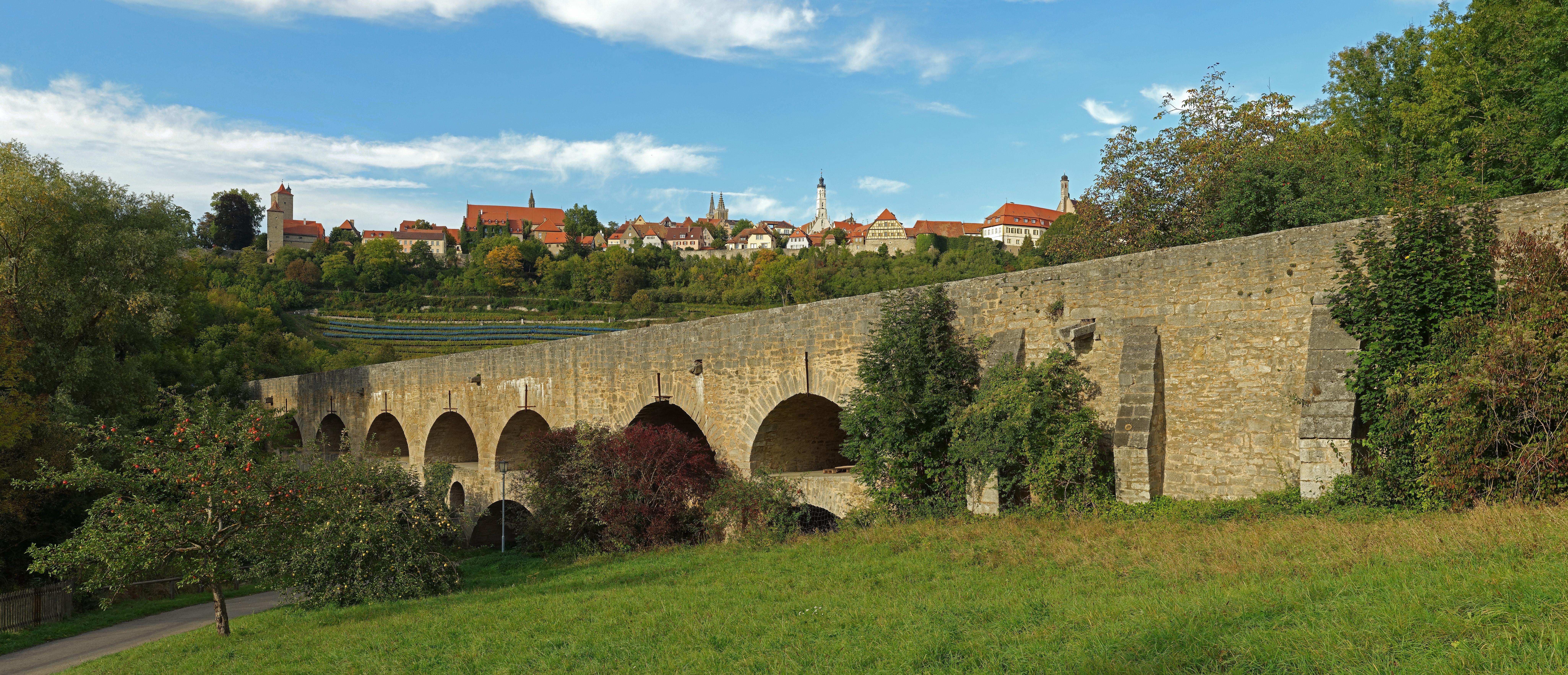
Tauberbrücke Rothenburg ob der Tauber

Các xã lân cận của Rothenburg gồm có (theo chiều kim đồng hồ, bắt đầu từ phía bắc):
- Steinsfeld
- Neusitz
- Gebsattel
- Insingen
- Rot am See (Baden-Württemberg)
- Blaufelden (Baden-Württemberg)
- Schrozberg (Baden-Württemberg)
- Creglingen (Baden-Württemberg)

## Hình ảnh

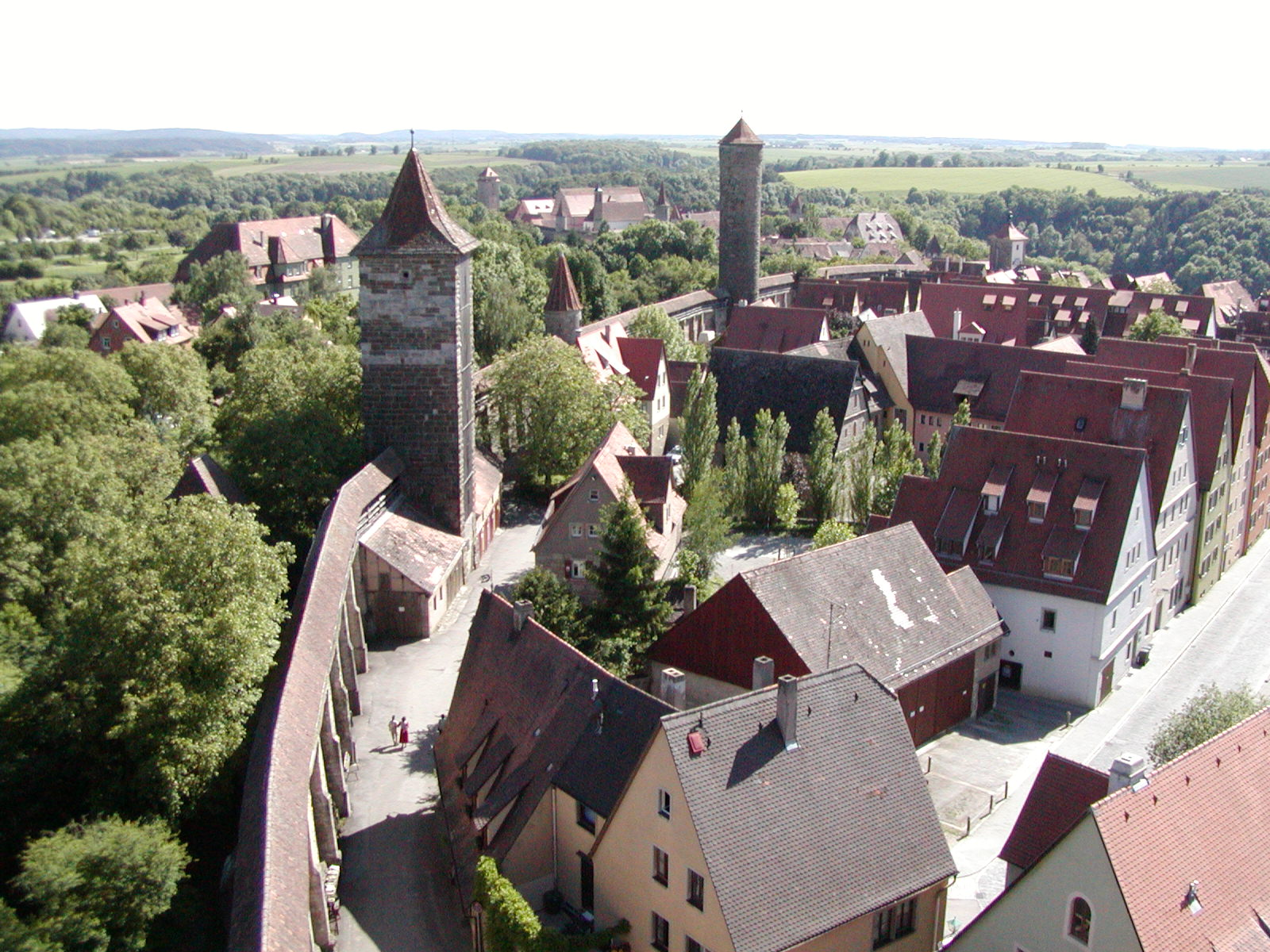
Tường thành Rothenburg.
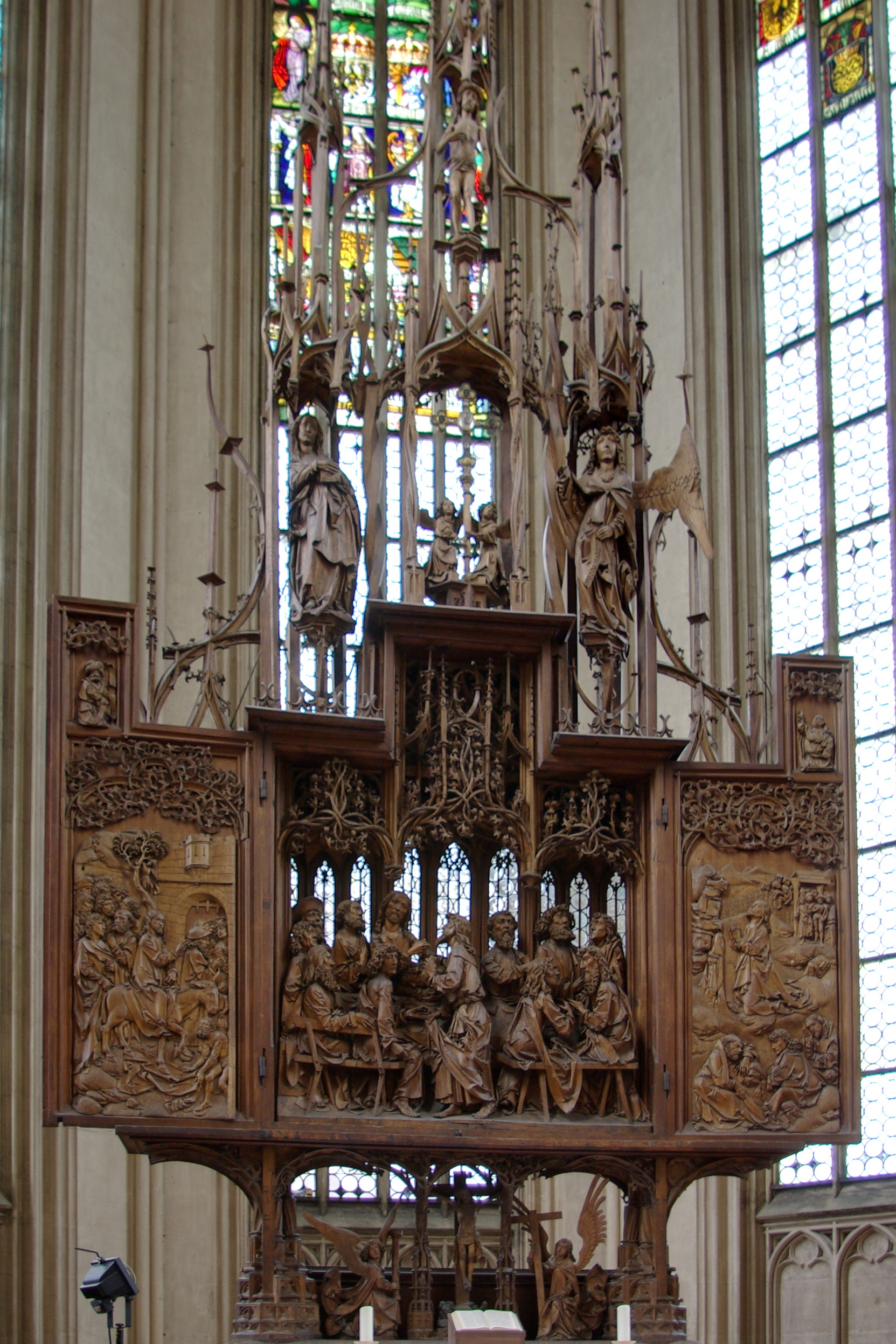
Holy Blood Altar bởi Tilman Riemenschneider ở Jakobskirche
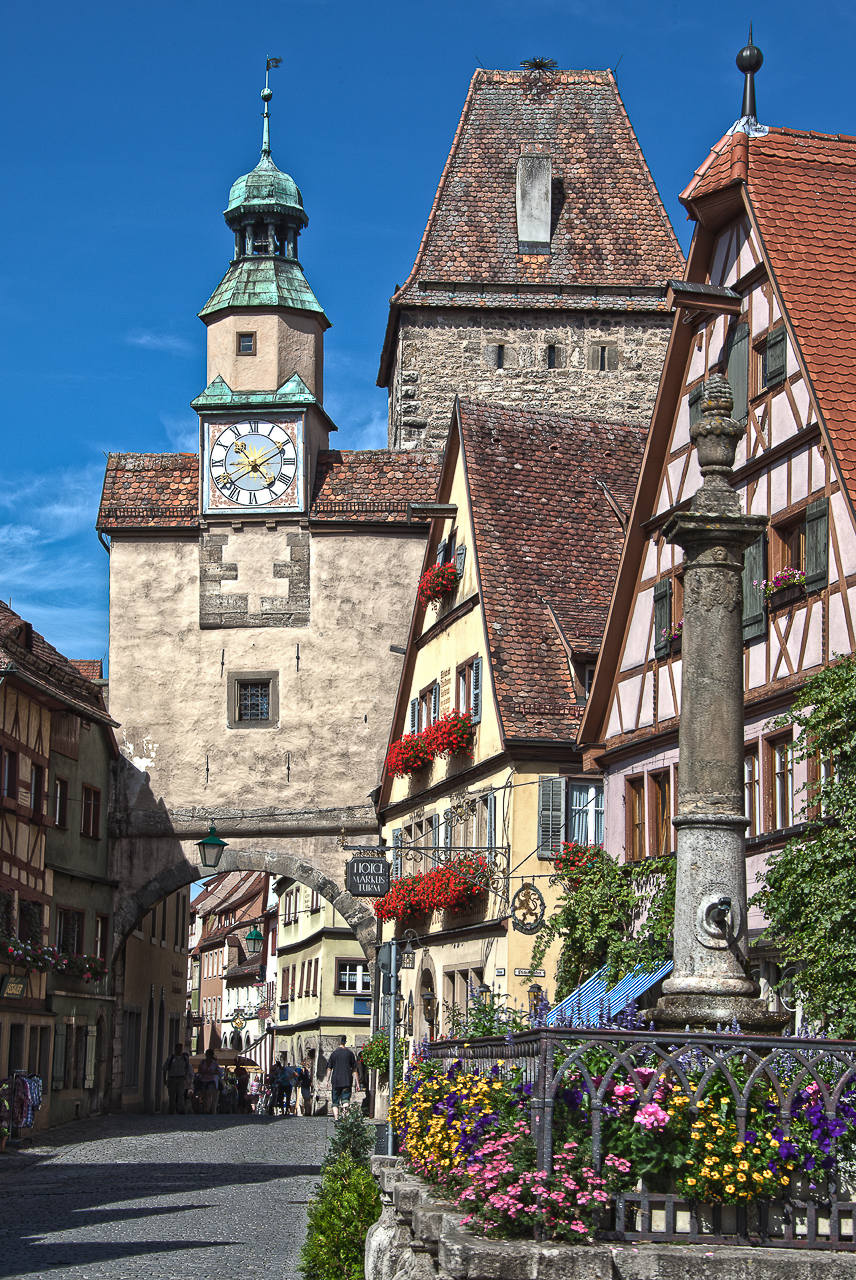
Tháp Markus và cổng Röder
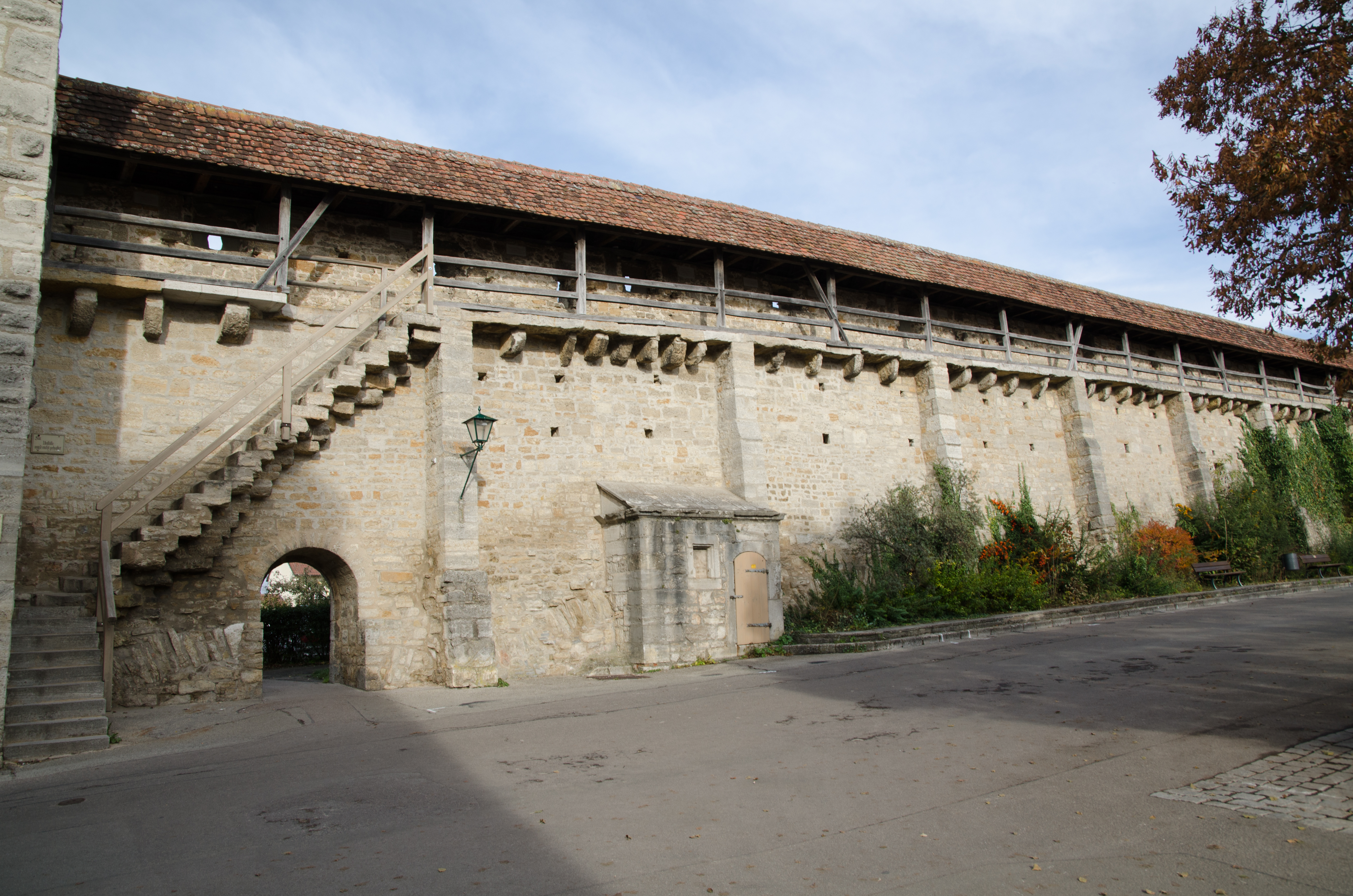
Tường thành
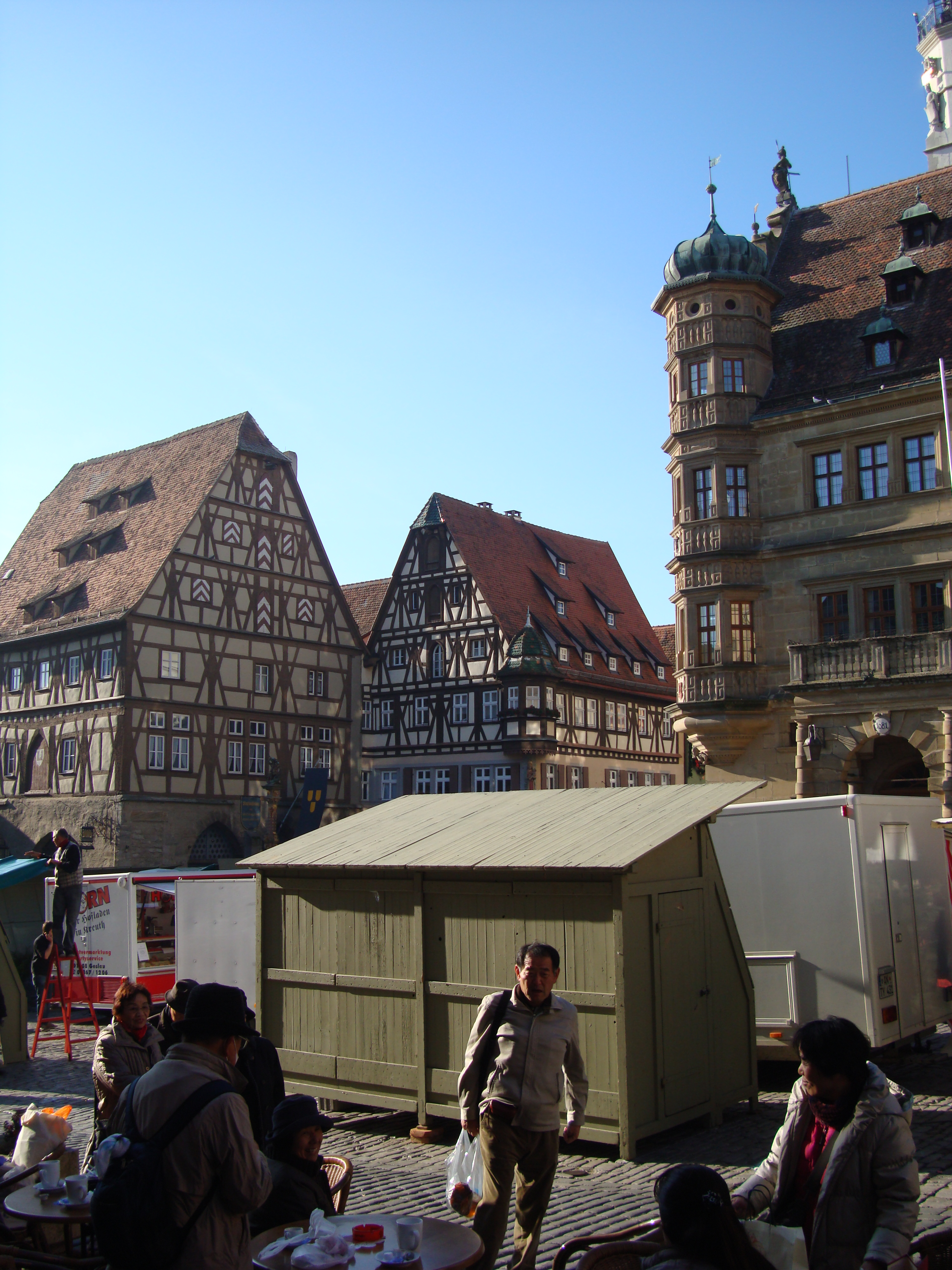
Chợ của nông dân kế bên tòa thị chính
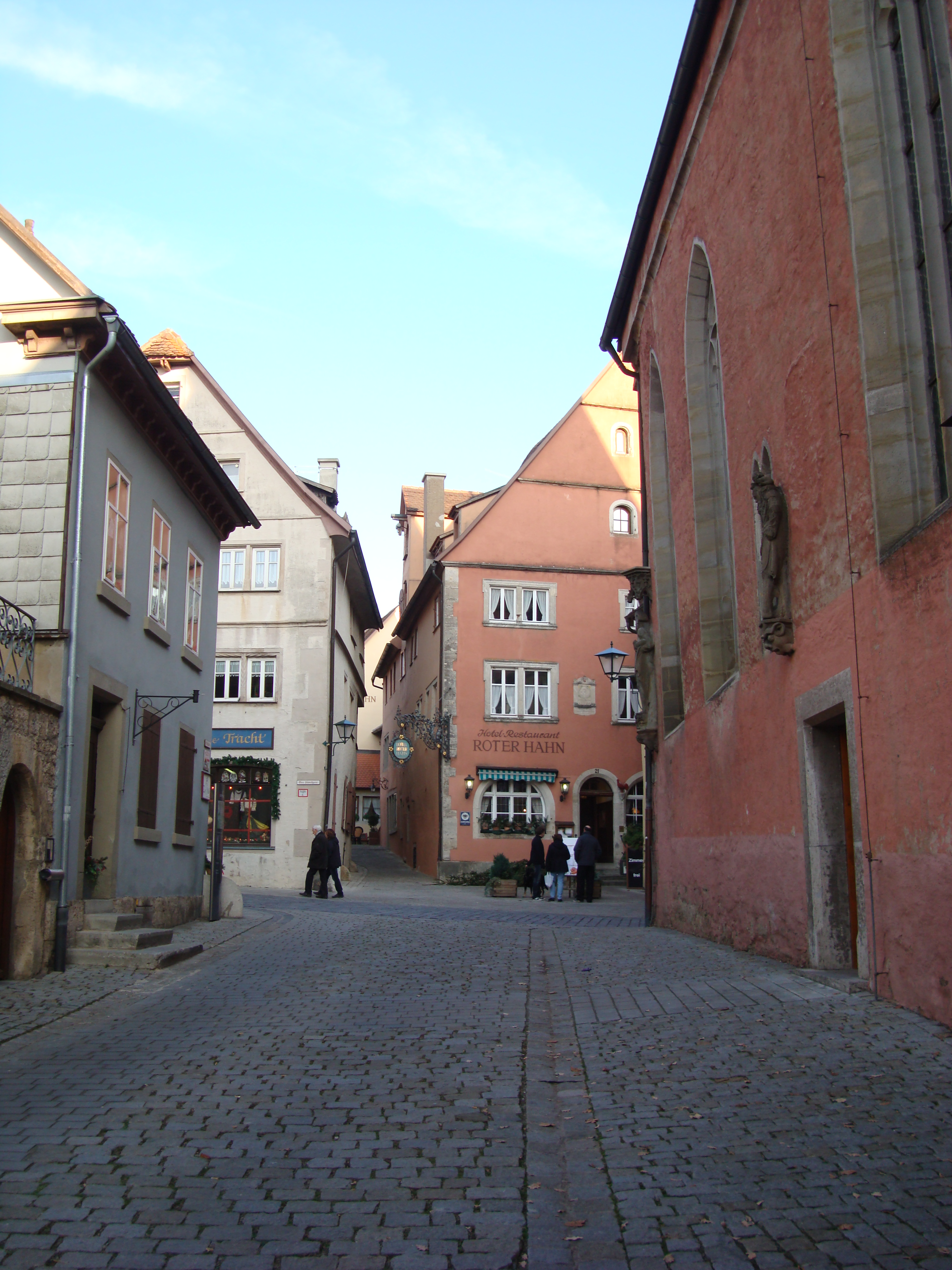
Cảnh của một đường ở Rothenburg